# جان ریشتن
جان ریشتن (به انگلیسی: John Rishton) (زاده ۲۱ فوریه ۱۹۵۸) کارآفرین، اقتصاددان و مدیر ارشد اجرایی بریتانیایی است، که اکنون به‌عنوان مدیر عامل اجرایی شرکت رولز-رویس هلدینگز فعالیت می‌نماید.
وی از ۱۹۷۹ تا ۱۹۹۴ برای مدت ۱۵ سال از مدیران ارشد امور مالی شرکت فورد بود، در ۱۹۹۴ به بریتیش ایرویز پیوست و ۱۱ سال نیز در این شرکت حضور داشت، در سال ۲۰۰۵ برای ۶ سال نیز مدیر عامل شرکت آهولد بود. ریشتن از ماه مارس ۲۰۱۱ مدیرعامل رولز-رویس هلدینگز می‌باشد.